# 桌上型電腦

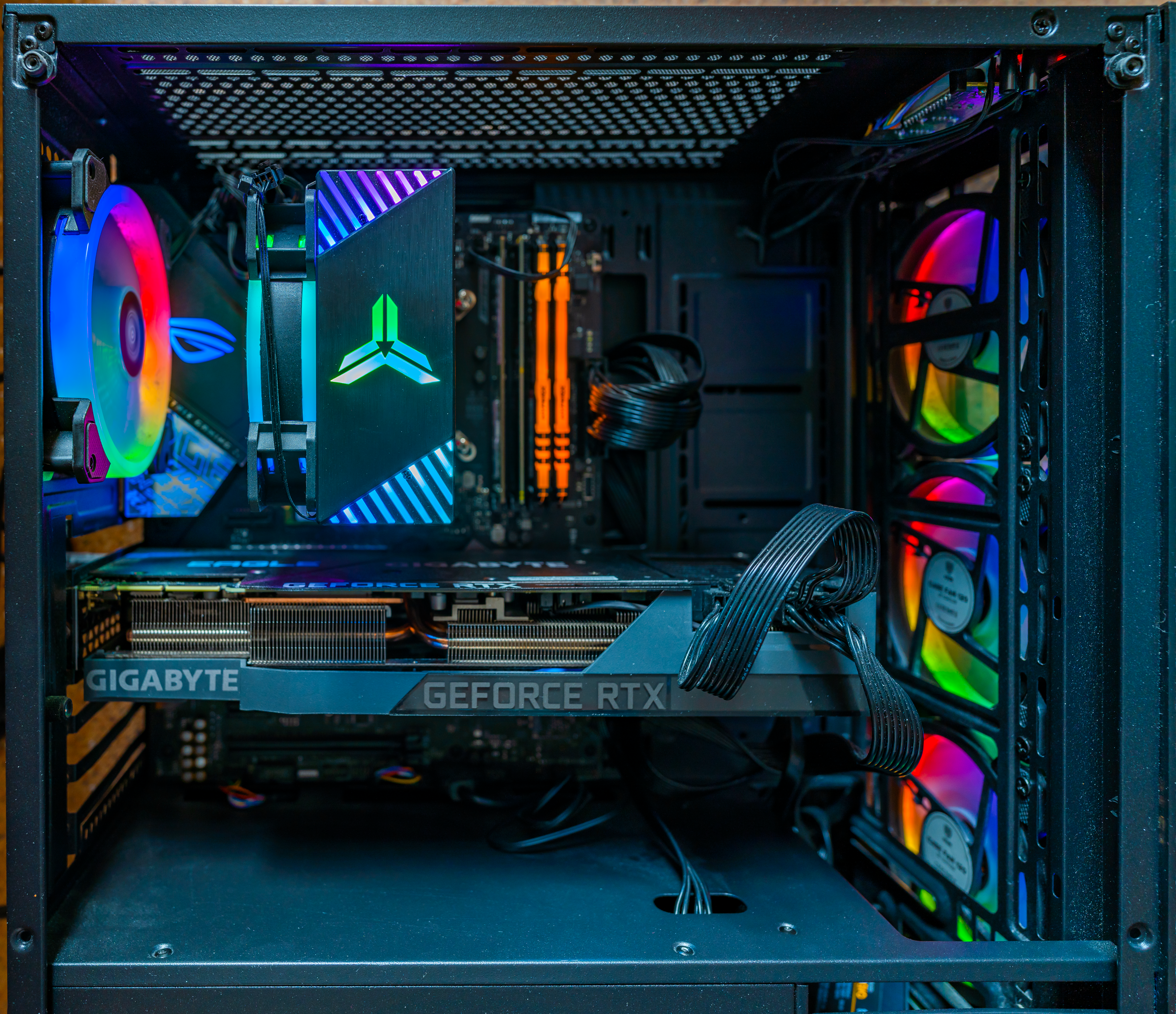
2020年代游戏台式机机箱的内部

桌上電腦是個人電腦的一種，與筆記型電腦並列為個人電腦的兩大主流類型。相對於方便攜帶的筆記型電腦，桌上电脑被設計用來长期摆放在桌台之類的稳定平面上使用，虽然占用空间較大、構成部件也較多（例如與主機分離的显示器、音箱、键盘、鼠标等外部设备），便携性和工作环境灵活性都很差，但因为内部能容纳更多、更大、参数更强的硬件（比如显卡、声卡、高容量硬盘和光驱等）和散热系统，可以提供較筆記型電腦為佳的效能表現。

## 主要結構

桌上型電腦的主要結構:
1. 顯示器
2. 主機板
3. CPU（微處理器）
4. 記憶體
5.介面卡（音效卡、網卡、電視卡等）
6.電源供應器
7. 光碟機 / 讀卡機
8.硬碟 / 固態硬碟
9.鍵盤
10.滑鼠

## 一體機
一體機（英語：All-in-One PC，簡稱“AIO”）是一種把CPU、主機板、硬碟、螢幕、喇叭、視訊鏡頭及顯示器整合為一體的桌上電腦。蘋果公司最先開發此區塊，與其它廠商不同的是蘋果公司把一體機作爲主力機種銷售，從1980年代的麦金塔电脑以及90年代到現今的iMac。2009年，Intel推出的低價CPU Atom，促使各電腦廠商增加對AIO機型的設計和量產，但是只有微軟跟蘋果一樣是把一體機做為主力機種來販賣。
一體機通常比一般的桌面電腦較輕便、體積小、美觀較容易配合室內擺設的優點，一部分的一體機亦在機身加上把手。如同筆記型電腦一樣，一體機的特點都是難於升級和自訂硬件。

## 操作系统

### 微軟Windows
微軟Windows是指微軟公司所推出的一系列作業系統。1985年11月微軟推出了一個名為「Windows」的擁有图形用户界面（GUI）的作業環境，這之後，又相繼推出了不同版本的Windows。目前最新的Windows作業系統是Windows 11。

### macOS
Mac OS X是蘋果公司研發和推出的一系列作業系統，是原Mac OS的繼承者。Mac OS X是基於Unix的圖形作業系統。目前改名為macOS。

### Chrome OS與Chrome OS Flex和Chromium OS
Chrome OS 是由Google設計基於Linux核心的作業系統，並使用Google Chrome瀏覽器作為其主要使用者介面。因此Chrome OS 只是作爲播放Web的OS，2016年起開始陸續相容Android應用程式（可通過Google Play商店下載），在此之前Google都只在裝在套裝筆電和套裝桌電上並不開放一般使用者安裝，一般使用者只能買套裝電腦或是使用業餘玩家開發的Chromium OS安裝，Google於2020年收購了Neverware，並在2022年2月釋出基於CloudReady的Chrome OS Flex，正式開放給一般使用者安裝。目前Chrome OS是市場第二歡迎的作業系統

### Linux

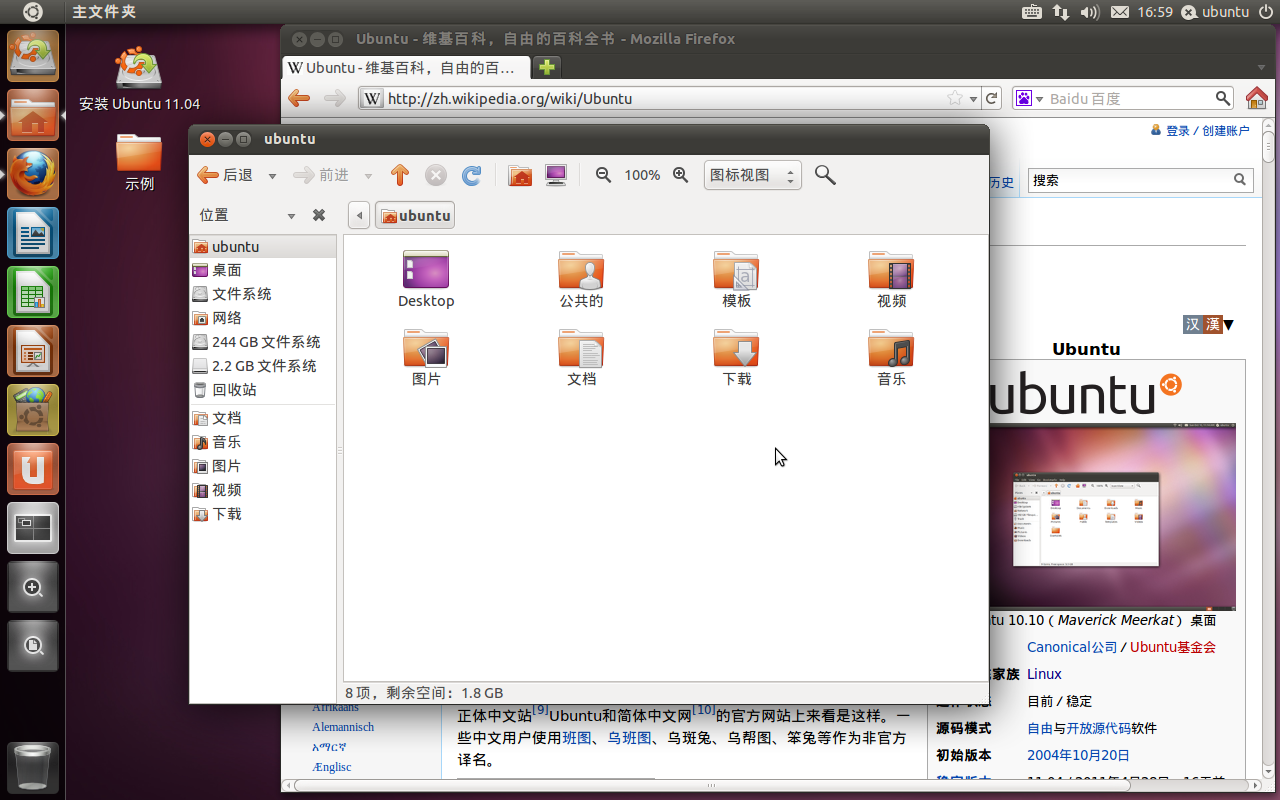
Ubuntu 11.04，一個桌面Linux發行版。

Linux是指Linus Torvalds研發的一系列作業系統，核心類別是整塊性核心，目前最新的Linux核心版本是4.9，預設使用者介面是圖形（X Window系統），然後人人都可對Linux核心依照自己的需求做出不同介面版本的Linux。

### UNIX &類Unix
UNIX作業系統，是一個強大的多用戶、多工作業系統，支援多種處理器架構，按照作業系統的分類，屬於分時作業系統，最早由Ken Thompson、Dennis Ritchie和Douglas McIlroy於1969年在AT&T的貝爾實驗室開發。目前它的商標權由國際開放標準組織所擁有，只有符合單一UNIX規範的UNIX系統才能使用UNIX這個名稱，否則只能稱為類UNIX（UNIX-like）。類Unix系統（英語：Unix-like；經常被稱為UN*X或*nix）指各種Unix的衍生系統，比如FreeBSD、OpenBSD、SUN公司的Solaris，以及各種與傳統Unix類似的系統，例如Minix、Linux、QNX、macOS等。它們雖然有的是自由軟體，有的是私有軟體，但都相當程度地繼承了原始UNIX的特性，有許多相似處，並且都在一定程度上遵守POSIX規範。

## 註腳
1. 1 2  －. 編目園地. 臺北市: 國家圖書館. 2012-09-26  [2013-01-05]. 參見 微電腦